# Tru64 UNIX
Tru64 UNIX — 64-разрядная операционная система для процессоров Alpha. Изначально называлась OSF/1 и разрабатывалась в компании DEC. Потом была переименована в Digital UNIX. После того, как Compaq купила DEC, в очередной раз была переименована в Tru64 UNIX. После слияния Compaq и Hewlett-Packard права на систему принадлежат последнему.
Для работы Tru64 UNIX на системах на основе Alpha требуется загрузочная SRM-микропрограмма.